# يوئيل وابنها بني شموئيل
يوئيل وأبيا (حسب سفر أخبار الأيام : فاشني وأبيا  ) هما شخصيتان كتابيتان ، ابنا النبي صموئيل الذي قضى لإسرائيل في بئر السبع في شيخوخة أبيهما. وكان هايمان ابن يوئيل شاعراً في أيام الملك داود .

## خلفية
وجاء في كتاب شموئيل أن علي الكاهن طلب من شموئيل أن يخبره بنبوءته الأولى التي تناولت معاقبة أبناء علي. وأضاف علي ولعن أنه ”إذا أخذت أي شيء مني” ثم ”هكذا يفعل الله بكم وهكذا يزيد” - سيكون أبناؤك أيضًا غير أمناء  ولن يرثوا مكانك. ورغم أن شموئيل أخبر بالنبوة، إلا أن اللعنة استمرت على أبنائه، ومن هذا الحاخام أبهو علم أن ”لعنه ذكية, حتى في حال الافراج المشروط, لقد جاءت” .

## فترة حكمهم
ولما شاخ شموئيل ولم يعد قادرا على القضاء ، عين ابنيه قاضيين مكانه. وبحسب رمبام ، فقد قام شموئيل بهذا التعيين وفقًا للقانون الذي يقول ”ليس المملكة فقط، بل كل الرياسة وكل التعيينات في إسرائيل، نصيبًا لابنه وابن ابنه إلى الأبد”
يوئيل وأبوها أخطأوا في دورهم، وفي سفر صموئيل المنسوب لأبيهم مكتوب: ”וְولم يسلك بنوه في طرقه، بل اتبعوا العمل، وأخذوا الرشوة، وتجنبوا القضاء.” . وبحسب التلمود، فإن أبناء شموئيل لم يأخذوا رشاوى في الواقع، بل ذهبوا فقط وراء الجشع. وقد تقدم لإثمهم عدة احتمالات  :
- اعتاد شموئيل أن يذهب إلى أماكن مختلفة في البلاد ولم يبق في مكان ثابت، ليسهل على الناس الوصول إليه، لكن يوئيل ووالدها عاشا في بئر السبع وبالتالي دعما المرنمين والكتبة حولها. هم.
- وكانوا يطلبون العشر الأول بأفواههم، وحتى لو كانوا لاويين، فلا يليق بهم أن يطالبوا بالفضة المستحقة لهم.
- لقد استثمروا أموالهم مع التجار، وحتى لو لم يتلقوا هدايا من التجار، إلا أن قلوبهم مع ذلك كانت تميل لصالح التجار عندما جاءوا للمناقشة معهم.
- لقد أخذوا أكثر من عشر ما يستحقونه.
- ويقول البعض أنهم أخذوا هدايا كهنوتية رغم أنهم لم يكونوا كهنة .

وبعد هذا السلوك، ادعى شيوخ الشعب أنه من الضروري استبدال يوئيل وأبيها. وبحسب الشريعة أيضًا، إذا لم يكن أبناء القاضي صالحين مثله، فليس لديهم إمكانية لملء مكانه:قالب:הדגשה. ولم يكتف شيوخ إسرائيل بإقالة القضاة، بل طالبوا أيضًا بتغيير نظام الحكم إلى نظام ملكي. ربما كان السلوك الجشع لأبناء شموئيل مجرد أحد أسباب التغيير في نظام الحكم، حيث يمكن العثور على عامل آخر في كتاب شموئيل، في كلام الله بعد صلاة صموئيل إلى الله، يحدد الله فيهم سببًا آخر - الاشمئزاز من ملكوت الله::

## في زمن شاول
في خطاب وداع شموئيل، بعد تأسيس مملكة شاول ، يذكر شموئيل أبنائه فيما يتعلق بنفسه: ”والآن هوذا الملك يسير أمامك، وأنا شخت وتقاعدت، وأبنائي معك. ” 
ويفسر الرادك عبارة "وأبنائي معك" بشكل إيجابي: حتى لو كنت قريبًا من التخلص من العالم، فإن أبنائي سيكونون معك، ويمكنك أن تسألهم عما تلقوه مني [13] . وفسر حاخام الحصون أنهم "معكم" - مستعدون لخدمة الملك والرغبة فيه كبقية الناس  وأوضح الحاخام هيدا أنهم "مثلكم" وليسوا صالحين مثل أنفسهم [15] 14] [15] .

## كشف
بحسب مدراش روث رباح  ، تم التعرف على يوئيل بن شموئيل مع يوئيل النبي  . من ناحية أخرى، مدراش في برية ربة (10: 5) يربط النبي يوئيل بأبيه - شموئيل : "كلام الله ليوئيل بن فطوئيل" (يوئيل 1: 1) هذا هو شموئيل. لماذا اسمه فطوئيل الذي جرب الله في صلاته”   .

### استقبال
بحسب الحاخام حاييم فيتال ، روح والدها من أصل روح قايين  .
كتب الحاخام مناحيم عزاريا من فانو في كتابه "تجسدات النفوس"، أن يوئيل النبي هو تجسيد ليوئيل بن شموئيل، وفتوئيل، المدرج باسم آفي 6، هو والدها. وعلى هذا الافتراض، وحسب افتتاحية سفر يوئيل: ”كلمة الله التي كانت إلى يوئيل بن بتوئيل”  ، هناك دليل على توبة يوئيل وأبيه، إذ جاء في المدراش أن حيثما ذكر اسم نبي في الكتاب المقدس واسم أبيه معروف أيضًا نبي، إلا أنه لم يعتبر كافيًا لكتابة نبواته  .

## روابط خارجية
- آريل سيجال ليفي، ما هي العلاقة بين أبناء شموئيل ونظام الحكم؟ ، موقع الملاحة الكتاب المقدس
- آريل سيجال ليفي، شموئيل يفضح الخداع العظيم ، موقع التصفح في الكتاب المقدس

## الحواشي
1. ↑  قالب:תנ"ך
2. ↑  לפי רש"י
3. ↑  לפי רד"ק
4. ↑  قالب:בבלי
5. ↑  قالب:الكتاب المقدس صاموئيل
6. ↑  قالب:תנ"ך
7. ↑  מצודת דוד על הפסוק, ד"ה "ועתה", באתר ויקיטקסט
8. ↑  قالب:מדרש רבה
9. ↑  מרדכי כוגן, מקרא לישראל: יואל, ירושלים, מאגנס, 1994, עמ' 19.
10. ↑  משה בר, חכמי המשנה והתלמוד: הגותם פועלם ומנהיגותם, רמת גן, אוניברסיטת בר-אילן, 2011, עמ' 371.
11. ↑  ראו גם:שמות רבה ל"א, ד'
12. ↑  שער הגלגולים הקדמה לו באתר ויקיטקסט
13. ↑  قالب:תנ"ך
14. ↑  גלגולי נשמות אות י באתר ויקיטקסט